# 먀키니노역
먀키니노역(러시아어: Мякинино)은 모스크바 지하철 아르바츠코 포크롭스카야 선의 역이다. 역명은 먀키니노 마을의 이름을 따서 제정되었고 크라스노고르스크 지역에 위치한다. 모스크바 지하철에서 최초로 모스크바 시 외곽에 지어진 역이고, 러시아 지하철에서 건설 자금을 지원한 최초의 역이다.

## 역사
먀키니노 역은 2009년 12월 26일에 개장하였다.

## 구조
2면 2선 상대식 승강장 구조이고, 지하 역사이다.